# Communauté de communes Pays de l’Hermitage et du Tournonais

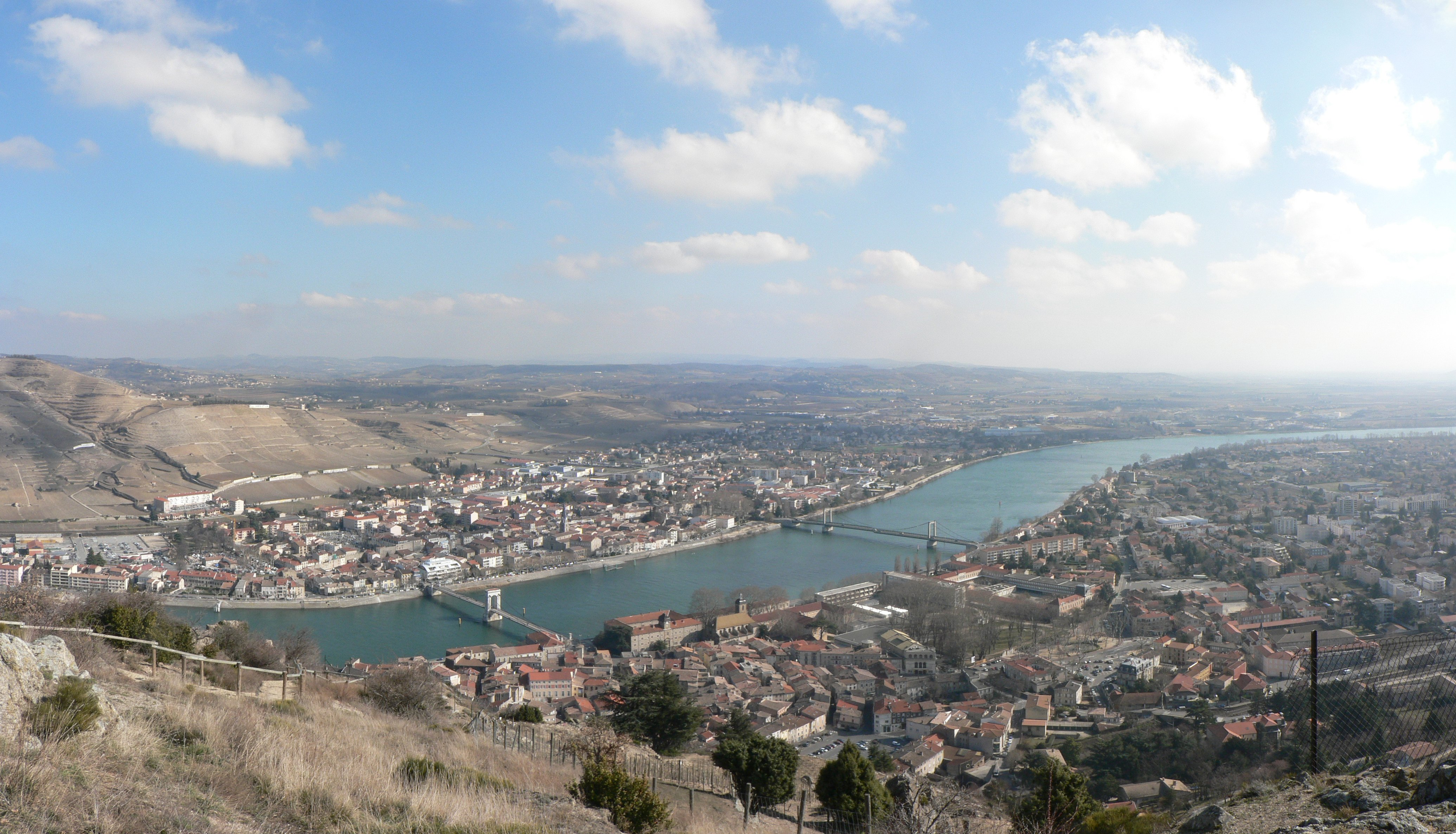
Das Zentrum des ehemaligen Gemeindeverbandes: Tournon im Vordergrund, dahinter die Rhône und auf der gegenüberliegenden Seite Tain-l’Hermitage

Die Communauté de communes du Pays de l’Hermitage et du Tournonais ist ein ehemaliger französischer Gemeindeverband mit Rechtsform einer Communauté de communes in den beiden Départements Ardèche und Drôme, dessen Verwaltungssitz sich in dem Ort Mauves befand. Die zugehörigen Gemeinden lagen zu beiden Seiten der Rhone, etwa 15 km nördlich von Valence, rund um die beiden namensgebenden Städtchen Tain-l’Hermitage und Tournon-sur-Rhône. Der départementübergreifend strukturierte Gemeindeverband bestand aus 25 Gemeinden auf einer Fläche von 277,8 km2.

## Aufgaben
Zu den vorgeschriebenen Kompetenzen gehören die Entwicklung und Förderung wirtschaftlicher Aktivitäten und des Tourismus sowie die Raumplanung auf Basis eines Schéma de Cohérence Territoriale. Der Gemeindeverband bestimmt die Wohnungsbau- und Verkehrspolitik. In Umweltbelangen betreibt er die Abwasserentsorgung und die Müllabfuhr und -entsorgung. Er betreibt außerdem die Straßenmeisterei und den öffentlichen Nahverkehr. Zusätzlich baut und unterhält der Verband Kultur- und Sporteinrichtungen und fördert Veranstaltungen in diesen Bereichen.

## Historische Entwicklung
Der Gemeindeverband entstand am 1. Januar 2014 aus der Fusion der
- Communauté de communes Pays de l’Hermitage, Verband von 13 Gemeinden aus Drôme und der
- Communauté de communes du Tournonais, Verband von 13 Gemeinden vom gegenüberliegenden Ufer der Rhone im Département Ardèche, beide gegründet im Jahr 2002.

Mit Wirkung vom 1. Januar 2017 fusionierte der Gemeindeverband mit der Communauté de communes du Pays de l’Herbasse und der Communauté de communes du Pays de Saint-Félicien und bildete so die Nachfolgeorganisation Communauté d’agglomération Hermitage-Tournonais-Herbasse-Pays de Saint Félicien.

## Ehemalige Mitgliedsgemeinden
Folgende 25 Gemeinden gehörten der Communauté de communes du Pays de l’Hermitage et du Tournonais an:
| Gemeinde                  | Einwohner 1. Januar 2022 | Fläche km² | Dichte Einw./km² | Code INSEE | Postleitzahl |
| ------------------------- | ------------------------ | ---------- | ---------------- | ---------- | ------------ |
| Beaumont-Monteux          | 1.379                    | 13,4       | 103              | 26038      | 26600        |
| Boucieu-le-Roi            | 247                      | 8,9        | 28               | 07040      | 07270        |
| Chanos-Curson             | 1.177                    | 8,2        | 144              | 26071      | 26600        |
| Chantemerle-les-Blés      | 1.342                    | 15,4       | 87               | 26072      | 26600        |
| Cheminas                  | 413                      | 9,4        | 44               | 07063      | 07300        |
| Colombier-le-Jeune        | 566                      | 15,1       | 37               | 07068      | 07270        |
| Crozes-Hermitage          | 653                      | 5,5        | 119              | 26110      | 26600        |
| Érôme                     | 835                      | 7,3        | 114              | 26119      | 26600        |
| Étables                   | 979                      | 15,7       | 62               | 07086      | 07300        |
| Gervans                   | 545                      | 3,3        | 165              | 26380      | 26600        |
| Glun                      | 686                      | 7,6        | 90               | 07097      | 07300        |
| Larnage                   | 1.029                    | 9,1        | 113              | 26156      | 26600        |
| La Roche-de-Glun          | 3.579                    | 12,8       | 280              | 26271      | 26600        |
| Lemps                     | 798                      | 12,2       | 65               | 07140      | 07300        |
| Mauves                    | 1.192                    | 7,0        | 170              | 07152      | 07300        |
| Mercurol-Veaunes          | 2.828                    | 20,8       | 136              | 26179      | 26600        |
| Plats                     | 836                      | 16,2       | 52               | 07177      | 07300        |
| Pont-de-l’Isère           | 3.683                    | 10,1       | 365              | 26250      | 26600        |
| Saint-Barthélemy-le-Plain | 859                      | 19,1       | 45               | 07217      | 07300        |
| Saint-Jean-de-Muzols      | 2.499                    | 10,7       | 234              | 07245      | 07300        |
| Sécheras                  | 517                      | 7,3        | 71               | 07312      | 07610        |
| Serves-sur-Rhône          | 737                      | 6,5        | 113              | 26341      | 26600        |
| Tain-l’Hermitage          | 5.890                    | 4,8        | 1.227            | 26347      | 26600        |
| Tournon-sur-Rhône         | 11.302                   | 21,0       | 538              | 07324      | 07300        |
| Vion                      | 932                      | 6,2        | 150              | 07345      | 07610        |